# Мејсон (Висконсин)
Мејсон (енгл. Mason) град је у америчкој савезној држави Висконсин.

## Демографија
По попису из 2010. године број становника је 93, што је 21 (29,2%) становника више него 2000. године.
| Група             | 2000.      | 2010.      |
| Белци             | 63 (87,5%) | 74 (79,6%) |
| Афроамериканци    | 0 (0,0%)   | 5 (5,4%)   |
| Азијати           | 3 (4,2%)   | 0 (0,0%)   |
| Хиспаноамериканци | 0 (0,0%)   | 3 (3,2%)   |
| Укупно            | 72         | 93         |